# Élections régionales de 1988 en Vallée d'Aoste
Les élections pour la IXe législature du Conseil de la Vallée se sont déroulées les 26 et 27 juin 1988.

## Résultats électoraux
| Partis                                               | Voix   | Voix (%) | Sièges |
| ---------------------------------------------------- | ------ | -------- | ------ |
| Union valdôtaine (UV)                                | 26 960 | 34,20 %  | 12     |
| Démocratie chrétienne (DC)                           | 15 319 | 19,44 %  | 7      |
| Parti communiste italien (PCI)                       | 10 953 | 13,90 %  | 5      |
| Autonomistes démocrates progressistes (ADP)          | 8 667  | 11,00 %  | 4      |
| Parti socialiste italien (PSI)                       | 6 541  | 8,30 %   | 3      |
| Nouvelle gauche Vallée d'Aoste                       | 1 955  | 2,48 %   | 1      |
| Parti républicain italien (PRI)                      | 1 732  | 2,20 %   | 1      |
| Mouvement social italien - Droite nationale (MSI-DN) | 1 381  | 1,75 %   | 1      |
| Union autonomiste - Retraités (UAP)                  | 1 295  | 1,64 %   | 1      |
| Parti socialiste démocratique italien (PSDI)         | 1 263  | 1,60 %   | 0      |
| Parti libéral italien (PLI)                          | 1 259  | 1,60 %   | 0      |
| Verts indépendants - Radicaux fédéralistes           | 734    | 0,93 %   | 0      |
| Liste pour la Zone Franche                           | 413    | 0,52 %   | 0      |
| Artisans et Commerçants valdôtains (ACV)             | 348    | 0,44 %   | 0      |
| Total                                                | 78 820 | 100 %    | 35     |

Sources: Ministero dell'Interno, ISTAT, Istituto Cattaneo, Conseil Régional du Val d'Aoste, Annuario Grolier 1989

## Sources
- (it) Cet article est partiellement ou en totalité issu de l’article de Wikipédia en italien intitulé « Elezioni regionali in Valle d'Aosta del 1988 » (voir la liste des auteurs).